# Bufo scorteccii
Bufo scorteccii är en groddjursart som beskrevs av Balletto och Maria Adelaide Cherchi 1970. Bufo scorteccii ingår i släktet Bufo och familjen paddor. Inga underarter finns listade.